# Regla Leyén Zulueta
Regla Leyén Zulueta (3 de noviembre de 1979) es una deportista cubana que compitió en judo.
Ganó dos medallas en el Campeonato Mundial de Judo, en los años 2001 y 2003, y dos medallas en el Campeonato Panamericano de Judo, en los años 1996 y 2001. En los Juegos Panamericanos de 2003 consiguió una medalla de oro.

## Palmarés internacional
| Campeonato Mundial      | Campeonato Mundial              | Campeonato Mundial | Campeonato Mundial |
| Año                     | Lugar                           | Medalla            | Categoría          |
| ----------------------- | ------------------------------- | ------------------ | ------------------ |
| 2001                    | Múnich (Alemania)               | Medalla de bronce  | –70 kg             |
| 2003                    | Osaka (Japón)                   | Medalla de plata   | –70 kg             |
| Juegos Panamericanos    |                                 |                    |                    |
| Año                     | Lugar                           | Medalla            | Categoría          |
| 2003                    | Santo Domingo (Rep. Dominicana) | Medalla de oro     | –70 kg             |
| Campeonato Panamericano |                                 |                    |                    |
| Año                     | Lugar                           | Medalla            | Categoría          |
| 1996                    | San Juan (Puerto Rico)          | Medalla de bronce  | –72 kg             |
| 2001                    | Córdoba (Argentina)             | Medalla de oro     | –70 kg             |